# Missione compiuta

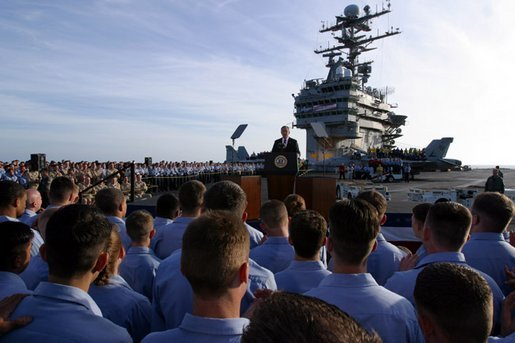
Il Presidente George W. Bush si congratula con i marinai della Abraham Lincoln, dopo il discorso del 1º maggio 2003.

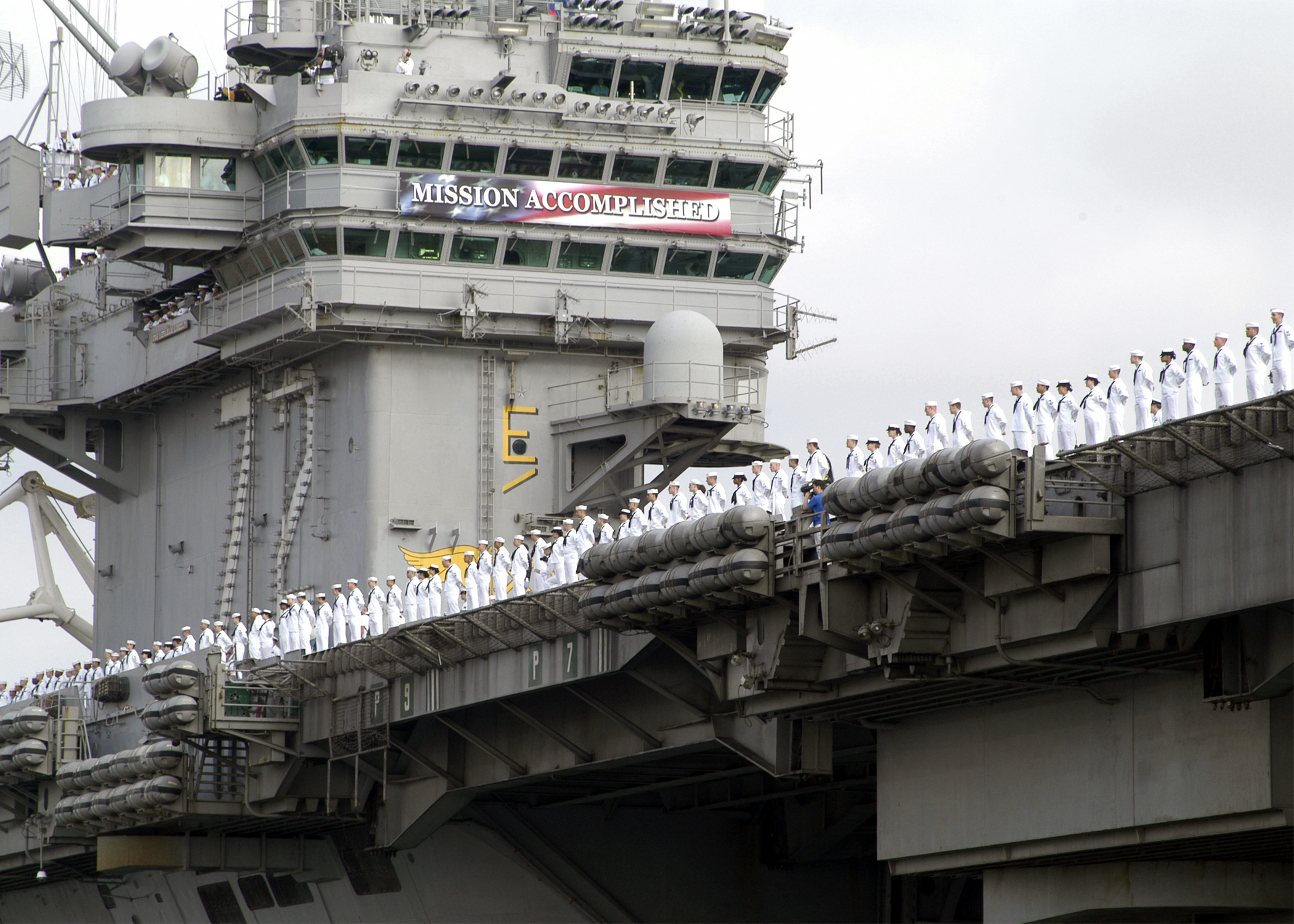
La Abraham Lincoln mentre ritorna al porto con lo striscione Missione compiuta.

L'espressione militare Missione compiuta ("mission accomplished" in lingua inglese), pronunciata generalmente al completamento di una missione, è stata associata in modo particolare al discorso avente ad oggetto lo stato delle operazioni militari relative all'invasione dell'Iraq, pronunciato il 1º maggio 2003 dal presidente degli Stati Uniti d'America George W. Bush, sulla portaerei USS Abraham Lincoln.
In realtà Bush non ha mai pronunciato la frase "Missione compiuta". Pur avendo affermato che le principali operazioni di combattimento in Iraq erano finite, disse pure che "La nostra missione continua" e "Abbiamo ancora un lavoro difficile da fare in Iraq".
Tuttavia, uno striscione con scritto "Missione compiuta" venne usato come sfondo per il discorso e ciò fu determinante per l’associazione della frase.
L'asserzione di Bush - e il messaggio stesso - sono stati contestati dopo l’escalation della guerriglia in Iraq a seguito dell'insurrezione irachena. La stragrande maggioranza delle vittime, sia militari che civili, infatti, si è verificata dopo il discorso.